# Smartwings
SmartWings (incorporado como Travel Service, a.s.) es una aerolínea de bajo costo con sede en Ruzyně, distrito 6 de Praga, República Checa. Opera vuelos chárter y arrenda aviones a otras aerolíneas. En 2004 cambió su nombre a SmartWings, su filial.

## Visión general

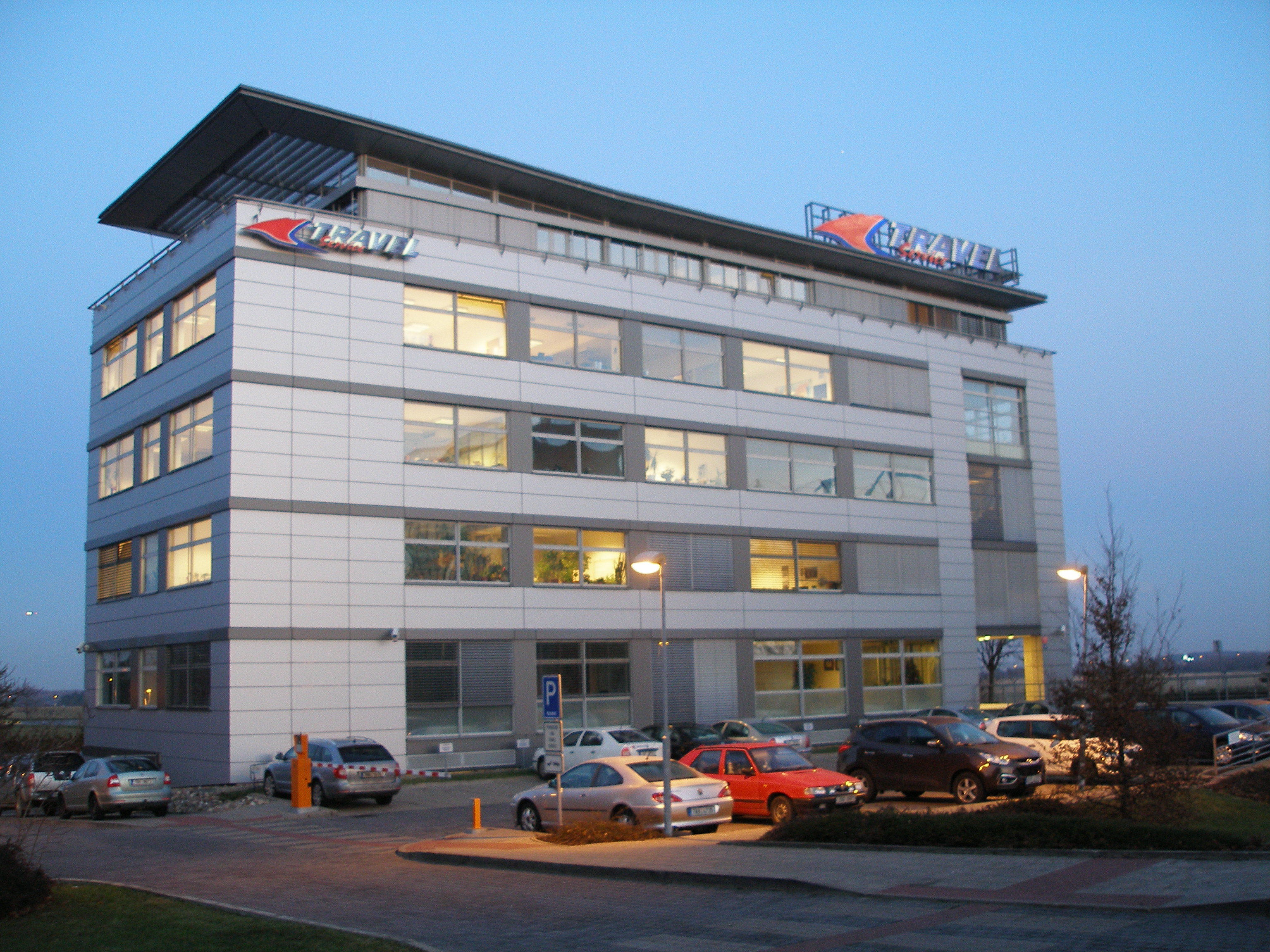
Sede central de la compañía en Praga.

### Historia
En 2007, la compañía transportó a 2,2 millones de pasajeros, un año después a alrededor de 2,3 millones de pasajeros. En 2014, transportó a 4,3 millones de pasajeros, 1,2 de ellos en vuelos regulares bajo la marca de SmartWings.

### Cifras de negocio
| millones (CZK)               | 2005  | 2006  | 2007  | 2008  | 2009  |
| ---------------------------- | ----- | ----- | ----- | ----- | ----- |
| Ingresos de explotación      | 4.391 | 4.844 | 5.818 | 6.511 | 7.006 |
| Beneficio operativo          | 40    | 73    | 205   | 384   | 344   |
| Beneficio antes de impuestos | (25)  | 15    | 156   | 4     | 212   |
| Activos                      | 1.074 | 1.205 | 1.564 | 2.226 | 1.653 |
| Patrimonio                   | 70    | 62    | 237   | 158   | 409   |
| Pasivo                       | 1.004 | 1.143 | 1.327 | 2.068 | 1.245 |

## Flota

### Flota actual

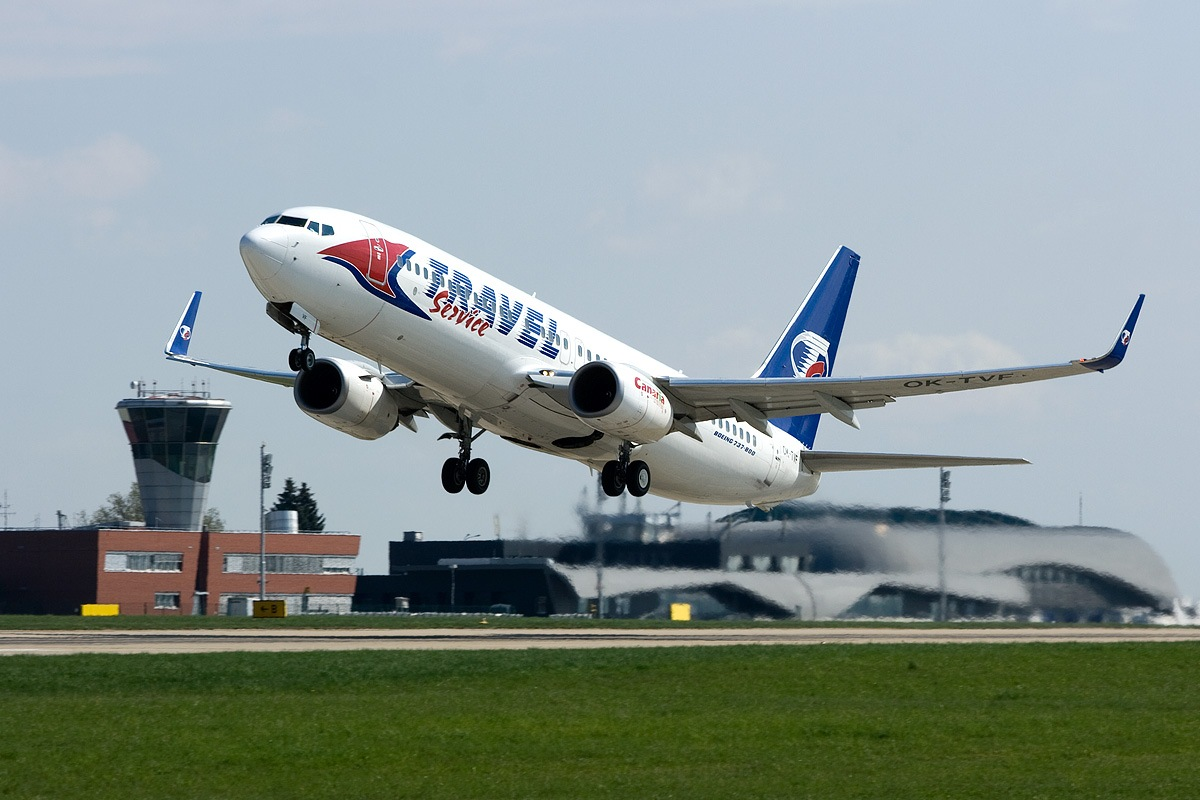
Un Boeing 737-800 de Travel Service despega del Aeropuerto de Brno-Tuřany, República Checa. (2009)

La flota de Smartwings se compone de las siguientes aeronaves, con una edad media de 8.7 años (a abril de 2020):

## Destinos

### Europa
- República Checa – Praga, Brno, Ostrava, Pardubice, Karlovy Vary
- Eslovaquia – Bratislava, Poprad, Žilina, Košice
- Bulgaria – Burgas, Varna
- Montenegro – Tivat
- Franciae – París, Marsella, Nantes, Niza, Toulouse, Lyon, Burdeos, Lille
- Groenlandia - Kangerlussuaq
- Croacia – Split, Dubrovnik
- Islandia – Keflavik
- Italia – Milán, Roma, Catania, Olbia, Cagliari, Palermo, Nápoles
- Chipre – Paphos, Lárnaca
- Hungría – Budapest
- Portugal – Faro, Funchal
- Grecia – Atenas, Thessaloniki, Heraklion, Rhodes, Corfu, Zakynthos, Preveza, Kos, Kalamata, Kavala, Skiathos
- España – Madrid, Alicante, Murcia, Málaga, Valencia, Bilbao, Valladolid, Barcelona, Gran Canaria, Tenerife, Palma de Mallorca, Fuerteventura, Lanzarote, Ibiza, La Palma
- Suecia – Estocolmo
- Reino Unido – Londres, Mánchester, Liverpool
- Irlanda - Dublín
- Austria – Innsbruck, Viena
- Polonia – Varsovia

### África
- Egipto – Hurgada, Sharm el Sheij, Marsa Alam,
- Kenia – Mombasa
- Marruecos – Agadir
- Tanzania – Zanzíbar
- Túnez – Túnez, Monastir, Yerba, Enfidha, Tabarka
- República de Sudáfrica– Ciudad del Cabo
- Cabo Verde – Sal

### Asia
- Tailandia – Bangkok, Phuket
- Emiratos Árabes Unidos – Dubái
- Israel – Tel Aviv
- Turquía – Estambul, Antalya, Bodrum